# ادوارد پلانکت

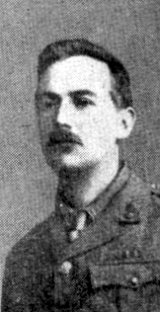
ادوارد پلانکت

ادوارد جان مورتون درکس پلانکت (انگلیسی: Edward John Moreton Drax Plunkett, 18th Baron of Dunsany) ‏، (۱۸۷۸–۱۹۵۷) هجدهمین بارون دانسنی بود. نشیمن خاندان وی در شهرستان مِیت در شمال غرب دوبلین بود. در جنگ آفریقای جنوبی و جنگ جهانی نخست شرکت کرد. شطرنج‌بازی قهار بود. لرد دانسنی با کاپابلانکای معروف در قهرمانی لندن مساوی کرد؛ شروع بازی سه سرباز او یکی از بهترین داستان‌های شطرنج است.
دانسنی یکی از پیشروان فانتزی جدید بود، از همراهان او می‌توان به ویلیام موریس و جورج مک‌دونالد اشاره کرد. بیش از هفتاد کتاب نوشت، بسیاری را با قلم پر یادداشت کرد و بقیه را به همسرش دیکته می‌کرد. در آغاز سال ۱۹۰۵، «خدایان پگانا» را آغاز کرد و آثار خواندنی‌ای چون «فروغ از نور آفتاب» و «آن‌گاه که حوریان می‌خسبند» را قلم زد. اچ. پی. لاوکرافت نیز در تحسین وی گفته‌است:
«در خیال محض، او جادوگری است که قفل انباره‌های خیال را می‌گشاید.»
چنان‌که قصه‌های جادویی‌اش چون «روزهای بی‌کاریِ روی یان» و «خرید در خیابان گوبای» چکامه‌ای از قلمروهای خیال‌پردازی‌ای را به تصویر کشید که از مرزهای دنیای روزمره بسیار دور بودند... هرچند که مشکلات همان دنیاها گریبانگیر بود.
خدایان پگانا اولین کتابی بود که لرد دانسنی با بودجهٔ شخصی خودش در سال ۱۹۰۵ به‌چاپ رساند. این کتاب تأثیر عمیقی بر آثار جی. آر. آر. تالکین، اچ. پی. لاوکرافت، اورسولا لوژوان و دیگران گذاشته‌است.